# Vulcan (Star Trek)
Vulcanienii reprezintă o specie extraterestră umanoidă din universul Star Trek, care a evoluat pe planeta Vulcan; ei sunt remarcați pentru încercarea lor de a trăi prin rațiune și logică, fără niciun amestec de emoție. Au fost prima specie extraterestră din universul Star Trek care au avut Primul contact cu oamenii. Vulcanienii au ajutat foarte mult Pământul devastat de un al treilea război mondial, ajutând oamenii să elimine sărăcia, bolile și suferința într-un singur secol. Din această cauză, chiar și oameni din secolul al XXIV-lea îi consideră pe vulcanieni ca fiind prietenii lor cei mai buni - "oamenii buni" cum le-a spus inventatorul motorului warp Zefram Cochrane în episodul "Primul contact". Mai târziu civilizația vulcaniană a fost unul dintre membrii fondatori ai Federației Unite a Planetelor. Vulcanienii apar în toate cele șase seriale Star Trek, patru din ele având un vulcanian sau pe jumatate vulcanian ca personaj principal.
Specia este originală de pe planeta Vulcan, care, potrivit autorului James Blish, se rotește în jurul stelei 40 Eridani (la 17 de ani-lumină de Pământ).

## Biologie

### Caracteristici fizice
Vulcanienii sunt similari ca aspect cu oamenii, dar având urechile mai ascuțite sau o pleoapă nevăzută internă a ochilor. Sunt mai multe rase în funcție de culoarea pielii, majoritatea fiind albi.

### Dietă
Vulcanienii sunt vegetarieni, dar au fost omnivori în trecut. Despre ei se spune că nu consumă alcool, dar în episodul Star Trek: Voyager "Repression", oamenii și vulcanienii sunt prezentați prezentând o băutură alcoolică vulcaniană numită "Vulcan Brandy".